# کیزیل-کوچ
کیزیل-کوچ (انگلیسی: Kyzyl-Kuch) یک شهرک در شهرستان ایلیشفسکی استان باشقیرستان کشور روسیه است.